# William L. Dawson (Komponist)
William Levi Dawson (* 26. September 1899 in Anniston, Alabama; † 2. Mai 1990 in Montgomery, Alabama) war ein US-amerikanischer Komponist, Chordirigent und Musikpädagoge.

## Leben
Dawson begann dreizehnjährig am Tuskegee Institute, wo Frank L. Drye und Alice Carter Simmons zu seinen Lehrern zählten. Bis zum Ende des Studiums 1921 spielte er im Orchester des Institutes, war Musikbibliothekar und tourte fünf Jahre lang mit den Institute Singers. Im Alter von sechzehn Jahren begann er zu komponieren.
Nach einem Jahr am Washburn College in Topeka/Kansas schrieb er sich am Horner Institute of Fine Arts in Kansas City ein, wo er 1925 den Grad eines Bachelor erlangte. Daneben unterrichtete er von 1922 bis 1926 an der Lincoln High School in Kansas City. 1927 erlangte er am American Conservatory of Music in Chicago den Mastergrad. Er vervollkommnete seine Ausbildung bei Carl Busch und Regina G. Hall und nahm privaten Unterricht bei Adolf Weidig, Thorvald Otterstrom und Felix Borowski. Von 1926 bis 1930 war er Erster Posaunist beim Chicago Civic Orchestra unter Frederic Stock und Eric DeLamarter.
1931 kehrte er an die Tuskegee University zurück und leitete dort bis 1956 deren Musikschule. Den Chor der Universität führte er in dieser Zeit zu internationalem Ansehen. Er trat u. a. vor den Präsidenten Herbert Hoover und Franklin D. Roosevelt, in der Carnegie Hall, der Constitution Hall in Washington und in Rundfunksendungen von NBC, ABC und CBS auf.
Dawsons bedeutendstes Werk war die Negro Folk Symphony, die vom Philadelphia Orchestra unter Leitung von Leopold Stokowski uraufgeführt wurde. Zu seinem Dienstjubiläum 1956 verlieh ihm die Tuskegee University einen Ehrendoktortitel. Für seine Verdienste um die Chormusik wurde er 1976 von der American Choral Directors Association ausgezeichnet.

## Werke
- Ain'a that good news? für gemischten Chor, 1937
- An Easter canticle für Alt solo, dreistimmigen Frauenchor und Violine
- Before the sun goes down für Sopran, Tenor, gemischten Chor und Echochor
- Behold the star für Sopran, Tenor, gemischten Chor und Echochor, 1946
- Break, break, break für gemischten Chor und Orchester, 1928
- Deep river für gemischten Chor
- Every time I feel the spirit für Bariton und gemischten Chor, 1946
- Ezekiel saw the wheel für gemischten Chor, 1942
- Feed-a my sheep für gemischten Chor und Klavier, 1971
- Forever thine für mittlere Stimme und Klavier, 1920
- Go to sleep, Wiegenlied für hohe Stimme und Klavier (Text von Vernon N. Ray), 1926
- Great day für gemischten Chor
- Hail Mary für Alr und gemischten Chor, 1946
- I couldn't hear nobody pray für Sopran und gemischten Chor, 1920
- I wan' to be ready für Alt, Bariton, gemischten Chor und Klavier, 1967
- In his care-o für gemischten Chor, 1961
- Interlude für Klavier
- I've been 'buked für gemischten Chor
- King Jesus is-a listening für Sopran und gemischten Chor, 1925
- Jesus walked this lonesome valley für hohe Stimme und Klavier, 1927
- Jump back, honey für mittlere Stimme und Klavier, 1923
- Listen to the lambs für gemischten Chor
- Lovers plighted für gemischten Chor, 1931
- Mary had a baby für Sopran und gemischten Chor, 1947
- My Lord, what a mourning für tiefe Stimme und Klavier, 1927
- Negro Folk Symphony für Orchester, 1934
- Negro Folk Song für Orchester, 1940
- Negro Work Song für Orchester, 1941
- Oh, what a beautiful city für mittlere Stimme und Klavier, 1939
- Out in the fields with God für mittlere Stimme und Klavier, 1929
- Pilgrim’s chorus from Tannhäuser, by Richard Wagner für gemischten Chor, 1967
- Rockin' Jerusalem für gemischten Chor
- Scherzo für Orchester, 1930
- Slumber song für gemischten Chor, 1974
- Sonata für Violine und Klavier, 1927
- Soon ah will be done für gemischten Chor, 1934
- Steal away für gemischten Chor, 1942
- Swing low, sweet chariot für Sopran und gemischten Chor, 1946
- Symphony, no. 1, E flat major
- Talk about a chile that do love Jesus für hohe Stimme und Klavier, 1927
- The mongrel Yank; A Yankee is a mixture of many races für Männerchor und Klavier, 1930
- The rugged Yank für mittlere Stimme und Klavier
- There is a balm in Gilead für gemischten Chor, 1939
- There’s a lit’l wheel a-turning in my heart für gemischten Chor, 1949
- Trio für Klavier, Violine und Cello, 1925
- You got to reap just what you sow für tiefe Stimme und Klavier, 1928